# Antillia brachychaeta
Antillia es un género botánico monotípico perteneciente a la familia Asteraceae.  Su única especie es: Antillia brachychaeta. Se encuentra en los bancos rocosos y con sombra del río Iguanojo, Finca de Houdon, Provincia de Santa Clara en Cuba.

## Taxonomía
Antillia brachychaeta fue descrita por (B.L.Rob.) R.M.King & H.Rob.  y publicado en Phytologia 21: 399. 1971.
Sinonimia
- Eupatorium brachychaetum B.L.Rob.	basónimo
- Eupatorium brachychaetum var. extentum B.L.Rob.[4]